# 东宫三师
東宫三師，或稱太子三師，是太子太師、太子太傅、太子太保的合稱。從一品官。辅导皇太子的官员，一般以位高望重的大臣兼任，亦有专任者。
为了培养皇太子尊师重道的品格，在礼仪上对东宫三师十分推崇。《新唐书·百官志四上》：“太子太师、太傅、太保，各一人，从一品。掌辅导皇太子。每见，迎拜殿门，三师答拜，每门必让，三师坐，太子乃坐。与三师书，前名惶恐，后名惶恐再拜。太子出，则乘路备卤簿以从。”
东宫三师的辅官为「东宫三少」，即太子少师、太子少傅、太子少保。
东宫三师与三少后世渐为榮譽職，單純成為高級虛銜，並不負責教導太子。
高麗王朝亦設有東宮三師，負責教導王世子。
有时储君为皇太孙，则东宫三师称太孙三师。